# 조슈아 리엔도
조슈아 리엔도 에드워즈(영어: Joshua Liendo Edwards, 2002년 8월 20일~)는 캐나다의 수영 선수로 주 종목은 접영과 자유형이다. 2024년 하계 올림픽에서 남자 접영 200m 은메달을 획득했으며 세계 선수권 대회에서 은메달 2개, 동메달 3개를 획득했다.